# Regius Professor of Physics
Der Regius Professor of Physics ist ein 2013 durch Königin Elisabeth II. anlässlich ihres Thronjubiläums zur Regius Professur ernannter, aber schon zuvor bestehender, Lehrstuhl für Physik an der School of Physics and Astronomy der University of Manchester.
Es handelt sich um die einzige Regius Professur für Physik, wobei aber mehrere Regius-Professuren für ingenieurwissenschaftliche Disziplinen bestehen. An der University of Manchester besteht mit der 2016 gestifteten Regius Professor of Materials eine weitere Regius-Professur für Materialforschung.

## Geschichte der Professur

### Die Langworthy Professur
1874 stiftete der Politiker und Geschäftsmann Edward Ryley Langworthy in seinem Nachlass eine Professur für experimentelle Physik an der Universität Manchester. Der erste Professor wurde der schottische Physiker Balfour Stewart. Unter den weiteren Professoren finden sich Arthur Schuster (1887–1907), Ernest Rutherford (1907–1919); William Lawrence Bragg (1919–1937), Patrick Blackett (1937–1953), Samuel Devons (1955–1960), Brian Flowers (1961–1972), Francis Graham-Smith (1987–1990), Frank Henry Read (1998–2001) und Andrew Lyne (2001–2007). Von 2007 bis zu seiner Ernennung zum Regius Professor für Physik, 2013, war Andre Geim der Amtsinhaber. Die Erfolge und die Geschichte der Professur hatten sicher einen wesentlichen Einfluss bei der Wahl für die Regius Professuren.

### Stiftung der Professur
Die School of Physics and Astronomy mit dem angeschlossenen Jodrell Bank Observatorium in Cheshire brachte neun der fünfundzwanzig Nobelpreisträger hervor, die mit der University of Manchester in Verbindung gebracht werden. So wurde Andre Geim, dem schon 2010 der Nobelpreis für Physik verliehen wurde, der erste Regius Professor of Physics. Sein Mitforscher und Mit-Nobelpreisträger Konstantin Novoselov übernahm die Langworthy Professur.

## Inhaber
| Name       | Namenszusatz                        | von  | bis | Anmerkung |
| ---------- | ----------------------------------- | ---- | --- | --- |
| Andre Geim | F.R.S., Hon.F.R.S.C., Hon.F.Inst.P. | 2013 |     | Der erste Professor wurde der russischstämmige Andre Konstantin Geim, Ig-Nobelpreisträger (2000) und Nobelpreisträger 2010 für Physik. Nach eigenen Aussagen fühlt sich Geim in der Funktion des Regius Professors als aktuelle Galionsfigur in einer Jahrhunderte dauernden, wissenschaftlichen Anstrengung. |